# Tivela abaconis
Tivela abaconis är en musselart som beskrevs av Dall 1902. Tivela abaconis ingår i släktet Tivela och familjen venusmusslor. Inga underarter finns listade i Catalogue of Life.